# Vana-Lahetaguse
Vana-Lahetaguse (‘Oud-Lahetaguse’) is een spookdorp in de Estlandse gemeente Saaremaa, provincie Saaremaa. De plaats had al in 2000 geen inwoners meer. Ook volgens de cijfers van 2021 bedraagt het aantal inwoners ‘< 4’.
Vana-Lahetaguse behoorde tot in december 2014 tot de gemeente Lümanda en daarna tot in oktober 2017 tot de gemeente Lääne-Saare. In 2017 werden alle gemeenten op het eiland Saaremaa samengevoegd tot één gemeente Saaremaa.

## Geschiedenis
Vana-Lahetaguse behoorde tot het landgoed Lahetaguse, dat in 1919 door het onafhankelijk geworden Estland werd onteigend. In de jaren twintig van de 20e eeuw ontstond een nederzetting op het voormalige landgoed. In 1945 werd de nederzetting opgesplitst in twee dorpen: Lahetaguse (gelegen ten zuidwesten van Vana-Lahetaguse) en Vana-Lahetaguse.